# Nicholas Nevid
Pour les articles homonymes, voir Jeffrey.
Nicholas Nevid, né le 15 septembre 1960, est un nageur américain spécialiste de la brasse et également physiologiste spécialisé en biologie maritime.

## Biographie
Il devient à 18 ans champion du monde à Berlin en 1978 sur la distance du 200 m brasse et participe au relais champion en 4 × 100 m quatre nages ; sur 100 m, il termine cinquième.
En 1980, il n'a pas pu concourir au titre olympique en raison du boycott américain aux Jeux olympiques de Moscou.
En 1993, il obtient son doctorat à l'université d'État de Louisiane.